# Матилде Йохансон
Матилде Йохансон (на шведски: Mathilde Johansson) е френска тенисистка, родена на 28 април 1985 г. в шведския град Гьотеборг. Най-високата ѝ позиция в ранглистата за жени на WTA е 90 място, постигнато на 30 април 2012 г. През 2011 г. достига първия си финал в турнир на WTA на Копа Колсанитас 2011.

## Финали на турнирите от WTA Тур

### Загубени финали на сингъл(1)
| До 2009                  | От 2009                |
| ------------------------ | ---------------------- |
| Голям шлем (0)           |                        |
| Шампионат на WTA Тур (0) |                        |
| I категория (0)          | Задължителни висши (0) |
| II категория (0)         | Висши 5 (0)            |
| III категория (0)        | Висши (0)              |
| IV и V категория (0)     | Международни (1)       |

| финал № | дата             | турнир          | място  | настилка | съперничка на финала | резултат            |
| 1.      | 20 февруари 2011 | Копа Колсанитас | Богота | клей     | Лурдес Домингес Лино | 6 – 2, 3 – 6, 2 – 6 |